# Live Free or Die
Pour les articles homonymes, voir Vivre libre ou mourir (homonymie).
Live Free or Die [lɪv fɹi ɚ daɪ] (litt. « Vivre libre ou mourir ») est la devise officielle de l'état américain du New Hampshire, adoptée par l'état en 1945.
L'expression vient d'un mot rédigé le 31 juillet 1809 par le Général John Stark, le plus célèbre soldat du New Hampshire de la Guerre de la révolution Américaine. Sa mauvaise santé l’obligeant à décliner une invitation à une commémoration de la Bataille de Bennington, il a envoyé son mot par lettre: 
Live free or die: Death is not the worst of evils. (en français, "Vivre libre ou mourir: la Mort n'est pas le pire des maux")
Toutefois, la paternité de la devise peut être disputée à Stark, Vivre libre ou mourir étant une devise célèbre de la Révolution française que le politicien Antoine Barnave avait gravé sur ses boutons. De plus, la réplique "We must be free or die" (en français, "Nous devons être libres ou mourir") est utilisée par le poète romantique anglais William Wordsworth, dans son poème "It is not to be Thought of",  écrit pendant la Révolution française[réf. souhaitée] et publié en 1815.
La devise a été adoptée en même temps que l'emblème du New Hampshire sur lequel il s'affiche.

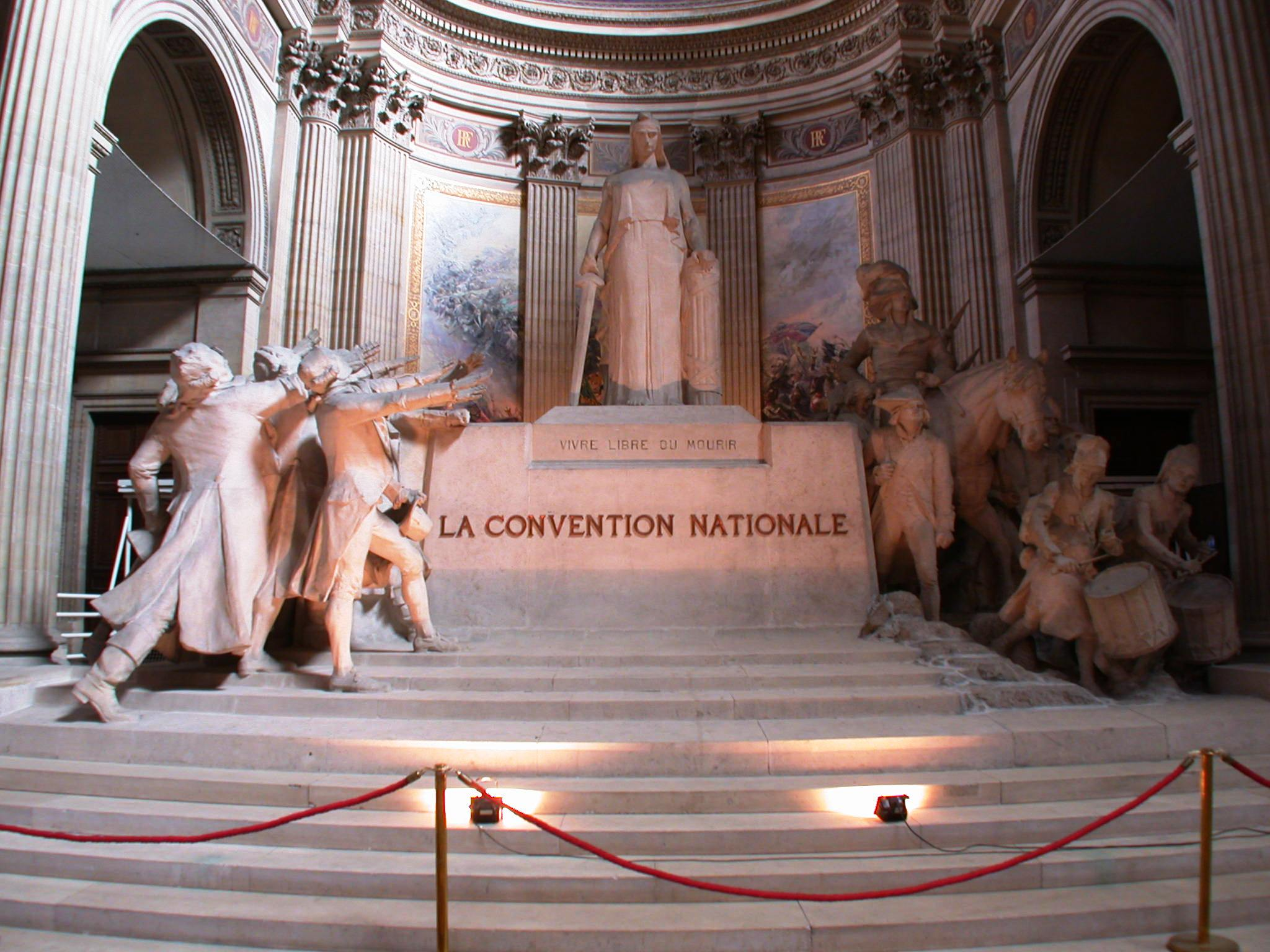
La devise Vivre libre ou mourir sur le monument central du Panthéon à Paris représentant la convention nationale.

La devise Vivre libre ou mourir est visible sur le monument central du Panthéon à Paris représentant la convention nationale de la Révolution Française de 1789.

## Bataille juridique
En 1971, la législature de l'État du New Hampshire a rendu obligatoire la présence de la phrase sur toutes les plaques d'immatriculation non commerciales.
En 1977, la Cour suprême américaine a statué dans le cadre de l'affaire "Wooley v. Maynard" que l'État du New Hampshire ne pouvait plus poursuivre les automobilistes qui ont choisi de cacher en partie ou en totalité la devise figurant sur leur plaque. Cette décision fait suite au choix de George Maynard, un témoin de Jéhovah qui recouvrit le « or Die » (en français « ou mourir ») figurant sur son véhicule. "Par formation religieuse et par croyance, je crois que mon "gouvernement" – le Royaume de Jéhovah – offre la vie éternelle. Il serait contraire à cette croyance de donner ma vie pour l'état, même si cela signifiait vivre dans la servitude." En vertu de ces croyances, la famille Maynard a commencé dès 1974 à couvrir la fin de la devise sur leurs plaques d'immatriculation.
La Cour suprême américaine statua en sa faveur et compara ce refus d'accepter la devise de l'état de la part des témoins de Jéhovah à celui de saluer le drapeau Américain dans les écoles publiques de la part de plusieurs enfants en 1943.
La Cour suprême conclut que les intérêts de l'état ne primaient pas face aux droits individuels à la libre expression.

## Devises similaires
Une source possible des devises totalement ou partiellement similaires est le célèbre discours[réf. nécessaire] de Patrick Henry adressé le 23 mars 1775, à la Chambre des Bourgeois (le corps législatif de la colonie de Virginie) et qui contenait la phrase suivante: "La vie est-elle si chère, ou la paix si douce, qu'elles doivent être achetés au prix de chaînes et d'esclavage? Interdit le, Dieu tout-Puissant! J'ignore quels choix d'autres peuvent faire; mais quant à moi, donnez moi la liberté ou donnez moi la mort!" (traduit de l'anglais)

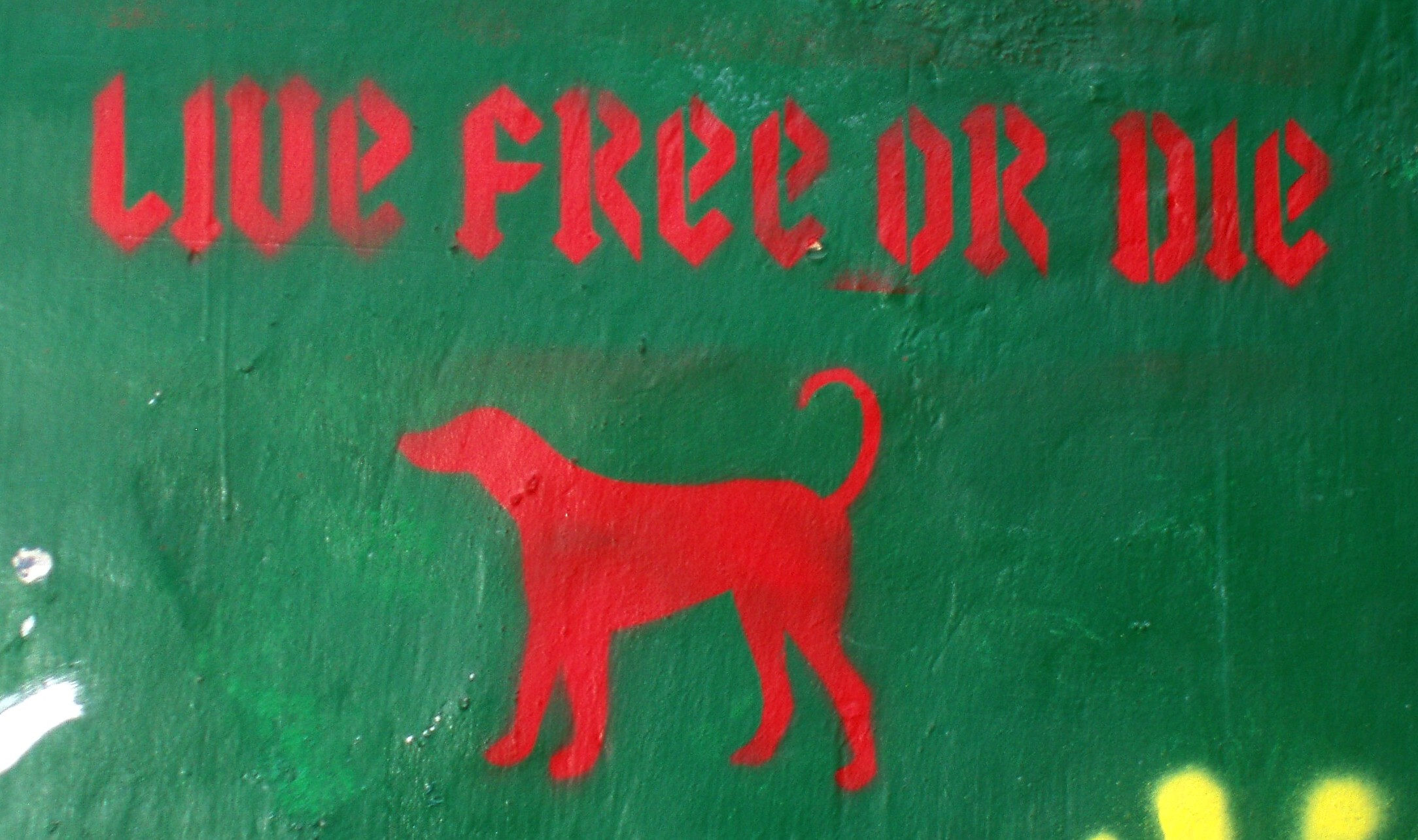
Live Free or Die, vu à Édimbourg, en Écosse

Une mention de ce "vivre libre ou mourir" est faite en 1754 dans les Mémoires de Chalopin.
Pendant le Siège de Barcelone (25 août 1713 – 11 septembre 1714) les défenseurs barcelonais et les Maulets utilisaient des drapeaux noirs avec la devise "Vivre libre ou mourir", en catalan "Viurem lliures o morirem", désormais utilisée comme symbole de l'indépendantisme catalan.
La formule "Antes morrer livres que em Paz sujeitos" (en français, " Plutôt mourir libre qu'être assujetti dans la paix") est contenue en 1582 dans une lettre de réponse au Roi Philippe II d'Espagne de la part du gouverneur portugais des Açores , Ciprião de Figueiredo, toujours fidèle au Roi portugais en exil. Il fut par la suite adopté comme devises des Açores et est présent dans le blason de la région autonome.
La Déclaration d'Arbroath de 1320, document dans lequel la noblesse écossaise appelle le Pape Jean XXII à reconnaître l'indépendance de l'Écosse vis-à-vis de l'Angleterre, contient le passage suivant : "Ce n'est en vérité ni pour la gloire, ni pour la richesse, ni pour l'honneur que nous nous battons, mais pour la liberté ; pour elle seule, que nul honnête homme n'abandonne qu'avec la vie même" (traduite du latin).

### Devises nationales
- "Ελευθερία ή Θάνατος" (Eleutheria je thanatos – "la Liberté ou la mort") est la devise nationale de la Grèce et vient de la devise de la Guerre d'Indépendance grecque (1821-1830).
- "Մահ կամ Ազատություն" ("Mah kam Azatutiun" - "la Liberté ou la mort") fut la devise de la Fédération Révolutionnaire arménienne lors de l'indépendance de l'Arménie.
- "Слобода или Смрт" – "Sloboda sg smrt" – "la Liberté Ou la Mort" est la devise nationale de la République de Macédoine et est dérivé de celles de l'insurrection d'Ilinden et de l'Organisation révolutionnaire intérieure macédonienne
- "Libertad o Muerte" – "la Liberté ou la Mort" est la devise nationale de l'Uruguay.
- "Independência, ou morte!" – "L'indépendance ou la mort", fut la devise nationale de l'Empire Brésilien.
- "Ya istiklal ya ölüm" - "l'Indépendance ou la mort", fut la devise de la résistance turque lors de la Guerre de Libération.
- "L'Eala Frya Fresena" – "Levez-vous, Frisons libres", fut employée, selon Tilemann Dothias Wiarda (1777), à la fin du Moyen Âge. Depuis le milieu du 19e siècle les nationalistes frisons ont plutôt tendance à déclarer "Lewwer duad üs Slaav" (en français, "Mieux vaut être mort que d'un esclave")
- "Liberté, Égalité, Fraternité, ou la mort" – devise de la Révolution française à ses débuts. Les versions ultérieures ont supprimé "ou la mort". La devise originale, donc entière, est toujours affiché au-dessus de l'entrée de l'Hôtel de Ville de Troyes.
- "कांथर हुनु भन्दा मर्नु राम्रो " (Kaayar hunnu bhanda marnu ramro) - "Mieux vaut mourir que d'être un lâche" est à la fois la devise népalaise et l’ancienne devise du régiment britannique des Royal Gurkhas Fusils dont - coïncidence - la base insulaire est dans le Hampshire.
- "Ӏожалла я маршо" ("Jozhalla ya marsho") - "la Mort ou la Liberté", L'hymne national et le slogan de la République Tchétchène d'Itchkérie, de 1991 à 1996.
- "Bolje grob nego rob, Bolje rat nego pakt" – "Mieux vaut la tombe qu'un esclave, mieux vaut une guerre qu'un pacte" était la devise des manifestants yougoslaves au cours du coup d'état yougoslave de 1941, qui a commencé quand le gouvernement Yougoslave a signé un pacte avec l'Axe.
- "Воля України або смерть" – "Volya Ukrayiny abo smert" – "la Liberté de l'Ukraine ou la mort" était la devise des rebelles ukrainiens lors de la Guerre d'Indépendance Ukrainienne et, plus tard, l'un des slogans adoptés par les manifestants de l'Euromaidan.

## Autres utilisations

### Historique
Le 1er janvier 1804, Jean-Jacques Dessalines proclama l'indépendance d'Haïti, alors une colonie esclavagiste française. Il est dit que  Dessalines déchira la partie blanche du drapeau tricolore tout en criant, "Vivre libre ou mourir!",.
L'expression "Vivre Libre ou Mourir" a été utilisé pendant la Révolution française. C'était l'épigraphe du "Journal d'Etat et du Citoyen" de Louise-Félicité de Keralio en 1789 puis de la revue de Camille Desmoulins, intitulée Le Vieux Cordelier.
La première Conventions des Amis Écossais des Habitants d'Édimbourg, utilisa, le 11 décembre 1792, l'expression "live free or die", présentée alors comme un serment français.

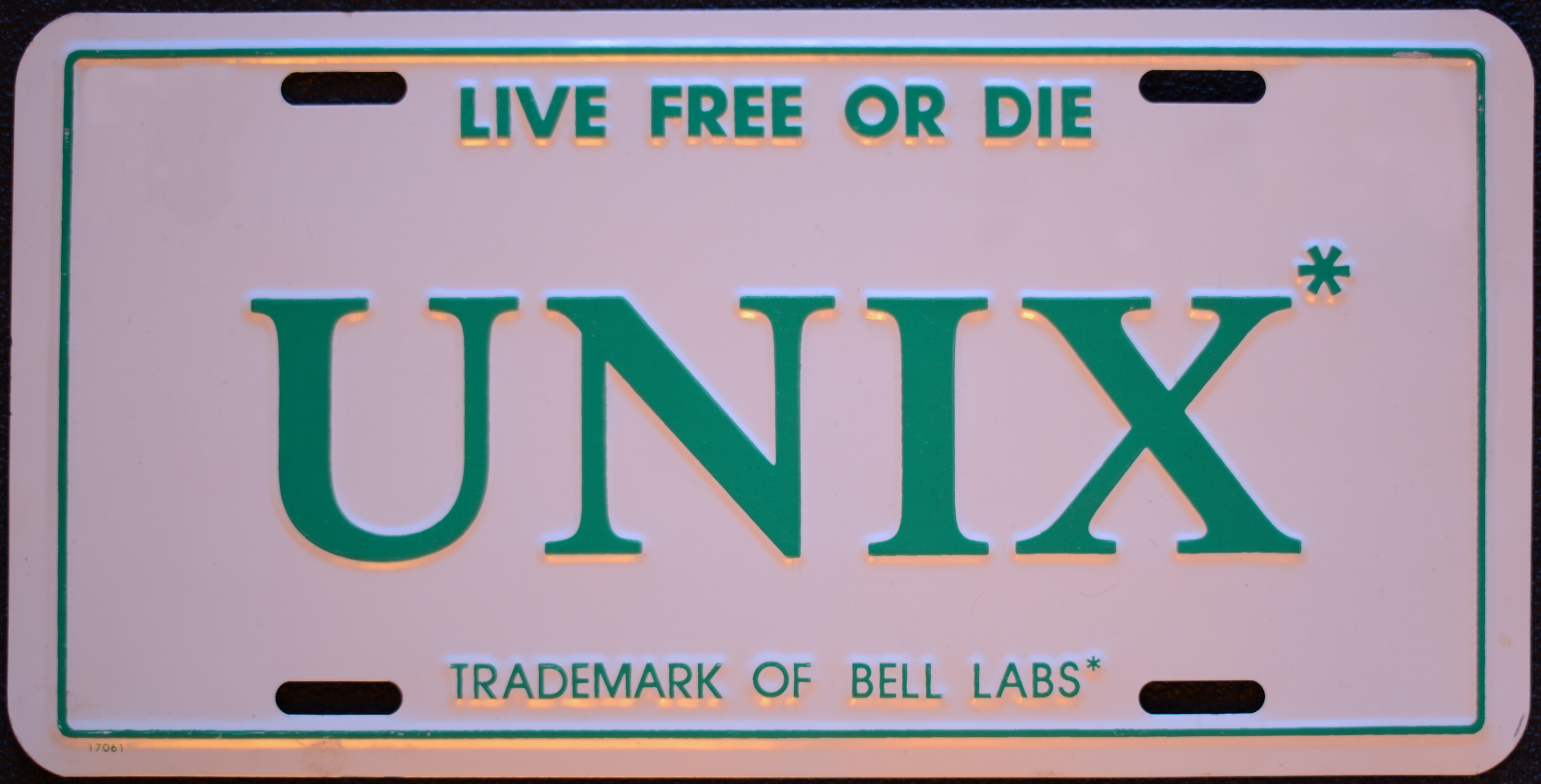
Les plaques du système d'exploitation Unix reprennent le format des plaques du New Hampshire